# Der Brotladen
Bertolt Brechts Dramenfragment Der Brotladen gehört zu den Vorarbeiten zu Brechts Drama Die heilige Johanna der Schlachthöfe und befasst sich wesentlich mit der Heilsarmee. Das Stück enthält bereits wesentliche Motive der Johanna. So heißt es im „Brotladen“ zur Heilsarmee:

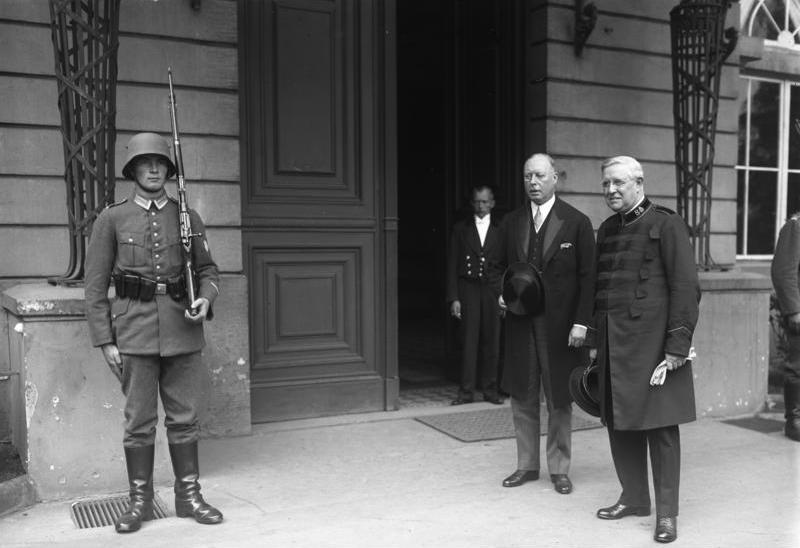
Higgins, Edward J.: General der Heilsarmee, 1932 in Deutschland

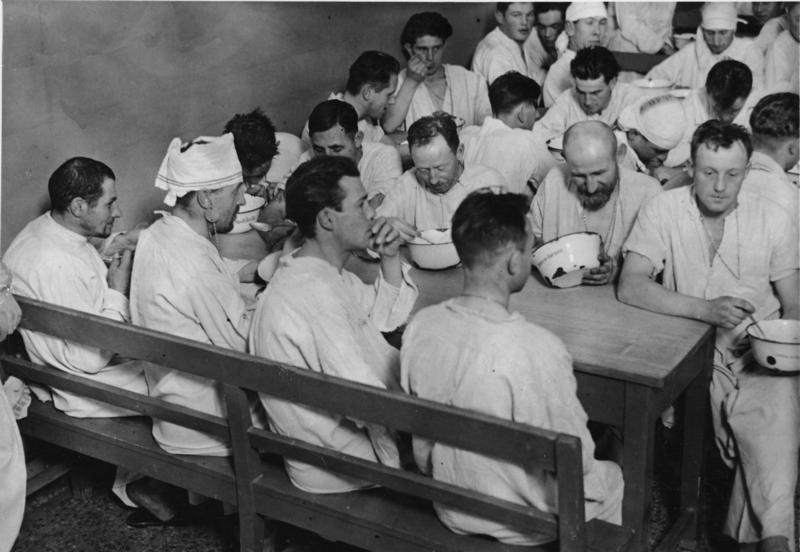
Obdachlosenasyl Berlin 1932

„Das Unnütze der Religion zeigen. Nicht Angriff auf Heilsarmee! Heilsarmee hat nur Interesse an sich selber, daß sie bessert, es ist ihr nicht um Leute zu tun. Will Geldgeber, reiche Gewinner, nicht Arbeitslose. Mädchen fliegt raus, weil es sich zu sehr um Leute kümmert. (...) Die Macht der Religion.“
„Heilsarmee: ihre Funktion: sie bringt alle in den Sumpf. Mit ihrem Idealismus.“
Brecht und Elisabeth Hauptmann interessierten sich seit 1926 für die Praktiken der Heilsarmee und besuchten, vor allem im Winter 1929/30, deren Nachtasyle und Küchen. Sie untersuchten Finanzpraktiken, Sektencharakter und innere Organisation. Ein inhaltliches Motiv des Stückes ist ein Programm der Heilsarmee zur Holzverteilung. Durch Holzhacken sollten sich Arbeitslose Brennholz verdienen.
Brechts Kritik an der Heilsarmee und ihren Konzepten zielt auch auf die Politik der SPD in der Weimarer Republik. Partei wie Wohlfahrtsorganisation täten alles, um den Kapitalismus zu verteidigen und verhinderten so wirksame Hilfe für die Arbeitslosen. Im Entwurf stellt Brecht die KPD der Heilsarmee als Gegenkonzept gegenüber:
| Die kommunistische Partei           | Die Heilsarmee                                                   |
| ----------------------------------- | ---------------------------------------------------------------- |
| Hilft zunächst niemand              | Hilft dem Einzelnen                                              |
| Führt den Einzelnen zur Masse       | Trennt ihn von der Masse                                         |
| Hat als Hilfsmittel die Gewalt      | Bekämpft die Gewalt                                              |
| Materiell denkend                   | Ideell denkend                                                   |
| Hat Erfolg durch die schlechte Lage | Trotz der schlechten Lage                                        |
| Ist interessiert                    | Ist aus ideellen Gründen an der Änderung der Lage uninteressiert |

Die Heilsarmee zeigt nach Brechts Entwurf „vielleicht am krassesten das Schicksal aller ‚idealistischen‘, religiösen Korporationen und Aktionen im Hochkapitalismus“. Aus einer altruistischen werde eine „profitmachende“, aus einer „armen“ eine „reiche“, aus einer „antikapitalistischen eine kapitalistische“ Organisation. Das „Bild des Urchristentums im Hochkapitalismus“ hält Brecht für eine „groteske Abnormität“.

## Szenen

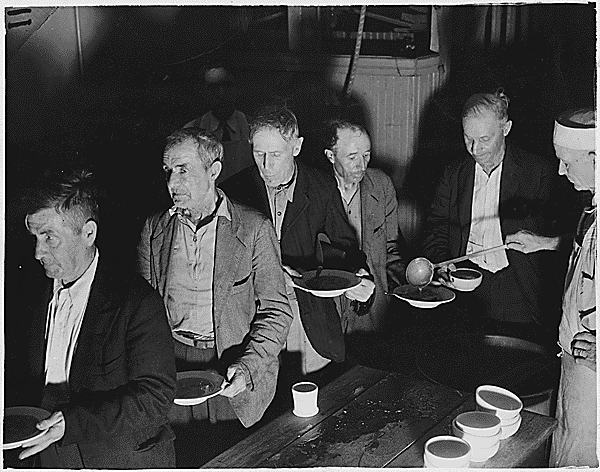
Suppenküche in Washington D.C. 1936

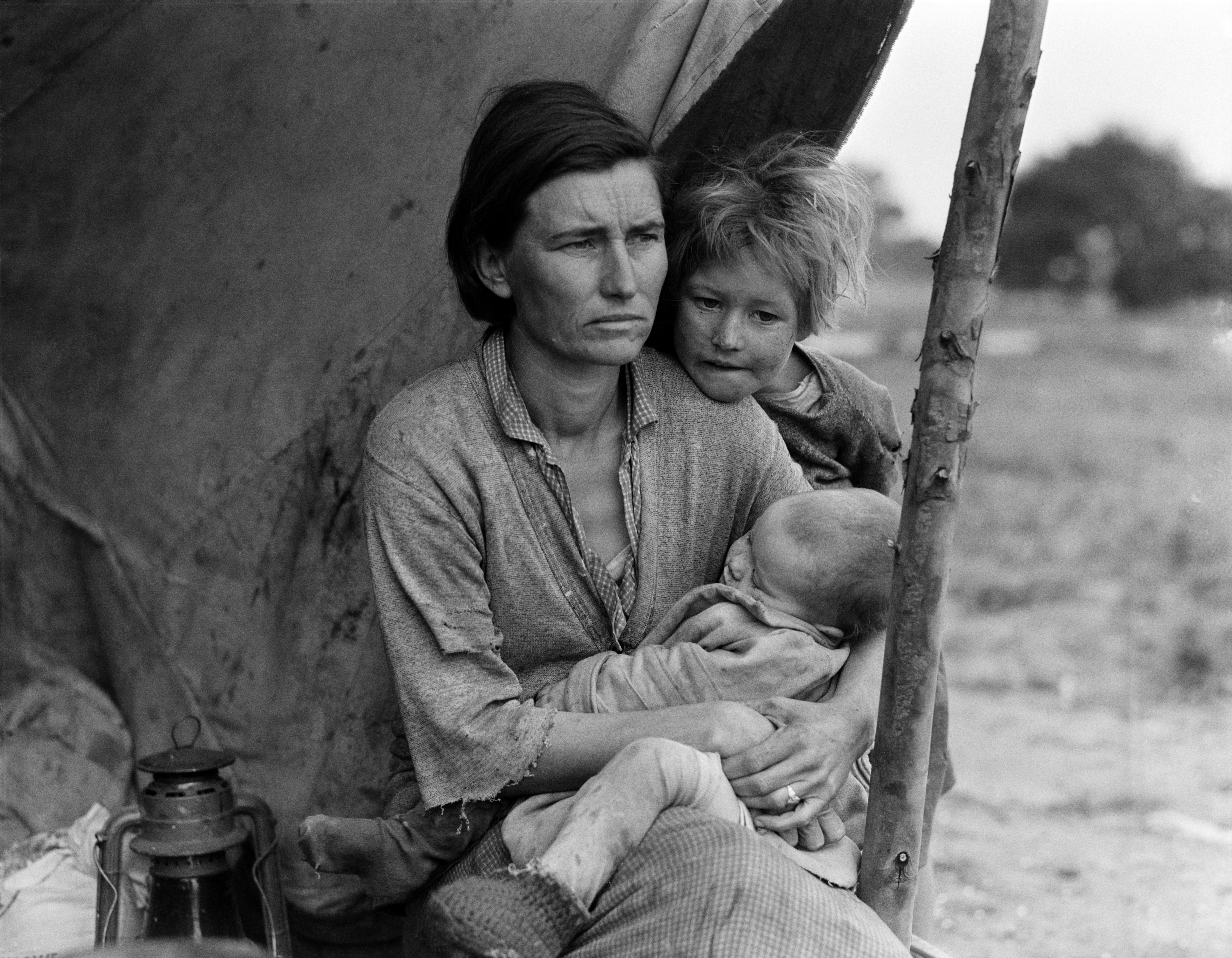
Wanderarbeiterin, Kalifornien 1936

Viele der Fragmente sind unvollständig, enthalten Bemerkungen zum Konzept oder Textvarianten. Einige der vollständigeren Fragmente zeigen das Gerüst des Dramas. In den ersten Entwürfen sollte das Werk wie Elisabeth Hauptmanns Stück „Happy End“ um 1923 in Chicago spielen. In der zweiten Bearbeitung verlegte Brecht die Handlung nach Berlin in die Zeit der Weltwirtschaftskrise und knüpfte an den realen Fall der Niobe Queck an, die nach Verlust ihrer Wohnung auf der Treppe „wohnte“. Hauptfigur des Stückes ist Frau Queck, eine Witwe, deren Wunsch, ihren Mann „immer und Ewig in jedem Punkte auf der Stelle restlos und vollständig zu befriedigen“ ihr sieben Kinder eingebracht hat und der durch Mietschulden der Verlust der Wohnung droht. Eine weitere wichtige Figur ist der Rebell Washington Meyer, dessen unvorbereitete Revolte aber scheitert.
Die Arbeitslosen, die „Als“, treten als gespaltene Gruppe auf, geteilt in Opfer mit und ohne staatliche Unterstützung. Sie sind jederzeit bereit, untereinander um die kleinste Chance zu konkurrieren, wobei ihnen jedes Mittel Recht ist.
Jan Knopf hat auf die Anklänge an die griechischen Sagen im Stück hingewiesen, durch die das „turbulente Geschehen unter lauter ‚kleinen‘ Leuten ..., sich verbal in den Dimensionen der großen Tragödie“ abspiele. Witwe Niobe Queck erinnere dabei an die mythologische Niobe, der als Strafe der gekränkten Titanin Leto ihre 7 Töchter und 7 Söhne erschossen wurden. Der schicksalsgläubige Zeitungshändler Ulysses Schmitt trägt den Namen des antiken Sagenhelden Odysseus und der Schläger Ajax Januschek den Namen eines weiteren griechischen Helden. Aus dem Schicksalhaften der Antike sei nun das Fatum der Wirtschaft geworden, dem alle hilflos ausgeliefert seien.
„Die Auslöschung der Individualität, ihre Überlebtheit vollzieht sich formal im Rahmen der antiken Tragödie, die, weil sie überlebt ist, in die Komödie umschlägt (...) das Gewebe von Illusionen und Idealismus fällt in der Schlacht der Semmeln und Bienenstiche in sich zusammen.“

### B 9
Die Szenenentwürfe zeigen Arbeitslose im Kampf um die wenigen Jobs, ihre rücksichtslose Konkurrenz untereinander. Als Zeitungsjunge lernt Washington Meyer die sozialen Unterschiede zu erkennen, um potentielle Kunden erfolgreich anzusprechen, und sich gegen Diebe listig zur Wehr zu setzen.

### B10
Die Witwe Judith Queck lebt mit ihren 7 Kindern beim Bäckermeister Meininger von kleinen Botengängen. Sie bestellt im Auftrag des Bäckers Holz beim Holzhändler Reuter. Der Bäckermeister gerät aufgrund der Wirtschaftskrise unter Druck, seine Hypotheken zu bezahlen, die der Immobilienagent Flamm von ihm einzutreiben versucht. Deshalb leugnet er, dass er das Holz bestellt hat und wirft die Witwe Queck und ihre Kinder aus der Wohnung. Die Möbel versucht der Holzhändler als Bezahlung für das Holz zu pfänden. Jeden, der helfen will, warnt der Chor der Arbeitslosen vor den Gefahren des Mitleids.
„Tut Wachs in eure Ohren
Sonst seid auch ihr verloren!
Fragt nicht! Des Unglücklichen Antwort
Verstrickt euch in Unglück nur
Ihr, die ihr zu schwach zum Helfen seid“
Auf Anregung der Armenpflegerin Fräulein Hippler versucht nun Witwe Queck, auf eigene Rechnung das Holz von den Arbeitslosen hacken zu lassen und zu verkaufen.

### B16
Das Fragment B16 zeigt Versuche der Heilsarmee und anderer einzugreifen. Die Heilsarmee versucht zu vermitteln („mit dem Herrn Meininger kann man ganz gut ein christliches Wort reden“), der wirft aber die Möbel, als sie ins Haus zurückgetragen werden, aus dem Fenster. Am Ende der Szene schlägt der herbeigelaufene Heinrich Januschek Meininger nieder.

### B17, B18 und B19
Zwei Arbeitslose holen die Polizei, Heilsarmistin Heep/Hiep appelliert an Meiningers Gewissen, stößt aber auf taube Ohren (B18). In der nächsten Szene (B 19) formuliert Heep ihre Hoffnung auf das Gewissen der reichen Leute.

### B22 und B24
Für einen Brotlaib gibt sich Frau Queck in der Backstube Emil Januschek hin. Die Bezahlung erhält sie nur, wenn sie beim Sex nichts empfindet. Im nächsten Fragment (B24) holt ein Kommando der Heilsarmee den Holzstapel ab. Die Arbeitslosen versuchen nun, ihrer Hoffnung auf Arbeit beraubt, den Brotladen zu stürmen. Es kommt zu einem absurden Kampf zwischen Meininger und seinen Mietern auf der einen und den Arbeitslosen auf der anderen Seite. Schließlich erscheint ein Polizist, der sofort die Partei Meiningers ergreift und daraufhin von dem Zeitungsjungen Albert Meyer, einem der Angreifer, mehrfach mit einer Latte auf den Kopf geschlagen wird. Der Polizist erschlägt darauf Meyer mit einer Semmel.

### B27 bis B33
Frau Queck flüchtet sich mit Januschek zur Heilsarmee. Als sie dort sitzen, bringen die Heilsarmisten das Holz, das sie ihr gestohlen haben. Wegen ihrer Kritik am wohlhabenden Meininger wird Fräulein Hippler aus der Heilsarmee entlassen (B31).

### B47 „Der Leutnant des lieben Gottes“
Das Fragment enthält einen Schlachtgesang der Heilsarmee, der leicht verändert als Gesang der Schwarzen Strohhüte in Die heilige Johanna der Schlachthöfe übernommen wird:
„Obacht, gib Obacht!
Wir sehen dich, Mann, der versinkt
Wir hören Dein Geschrei um Hilfe
Wir sehen Dich, Frau, die winkt
(...)
Wir werden auffahren Tanks und Kanonen
Und Flugzeuge müssen her
Und Kriegsschiffe müssen über das Meer
Um dir, Bruder, einen Teller Suppe zu erobern
Denn ihr armen Leute
Ihr seid eine große Armee (...)“

### B48 bis B54, B56
Die Fragmente B 48 bis B54 enthalten Entwürfe für Songs/Reime der Heilsarmee und der Arbeitslosen. B56 entwirft mit dem „Song Hosianna Rockefeller“ ein religiöses Loblied auf die Reichen und Mächtigen, auf „Glaube und Profit“.

## Aufführungen
- Berliner Ensemble, 1967, Regie: Manfred Karge und Matthias Langhoff
- Theater Zentrifuge im Künstlerhaus Bethanien Berlin, 1976, Regie: Christian Bertram
- Berliner Ensemble, 1993, Regie: Thomas Heise
- Ausstellung „Bertolt Brecht, der Brotladen und Wohnungslose“ vom 21. Februar bis zum 7. März 2008 mit Texten von Bertolt Brecht und Fotos von Jutta Hilscher, Martin Hofmann, Jürgen Malyssek und Klaus Störch, Hattersheim
- Thalia Theater Halle/S. 2002, Regie: Sascha Bunge
- Kinder- und Jugendtheater Murkelbühne, 2009 unter dem Titel: DER BROTLADEN : eine Revue / ein Requiem / ein Lehrstück von Bertolt Brecht mit 72 Pausen
- Stary Teatr, PIEKARNIA / DER BROTLADEN, polnische Uraufführung, 2009, Regie: Wojtek Klemm[24]

## Textausgaben
- Bertolt Brecht: Der Brotladen, in: Große kommentierte Berliner und Frankfurter Ausgabe, Band 10.1, Stücke 10, S. 565 - S. 659
- Bertolt Brecht: Der Brotladen, Sprechtheater mit Musik, Komponist: Hans-Dieter Hosalla, Urauffuehrung Berliner Ensemble 13. April 1967, Spielfassung und Regie: Manfred Karge und Matthias Langhoff, Buchausgabe 	edition suhrkamp 339, 1969, Suhrkamp Theater & Medien
- Bertolt Brecht: Der Brotladen : ein Stückfragment ; Bühnenfassung und Texte aus dem Fragment, Frankfurt am Main (Suhrkamp) 1983, 4. Auflage, ISBN 3-518-10339-3